# 哥伦比亚国会大厦

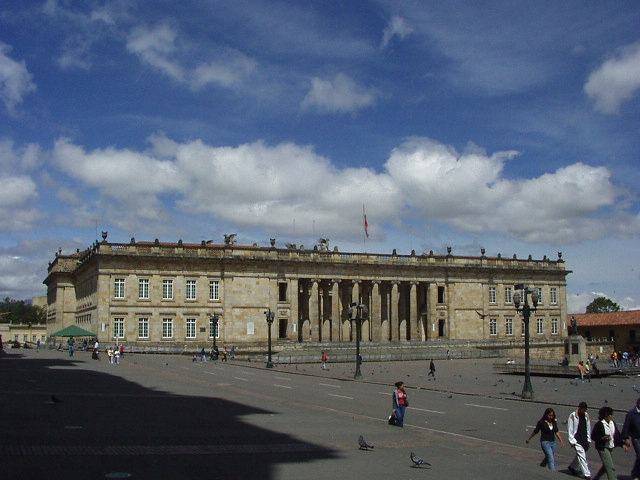
哥伦比亚国会大厦

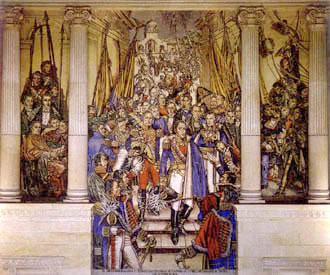
壁画

哥伦比亚国会大厦（西班牙語：Capitolio Nacional）是哥伦比亚国民议会所在地，位于波哥大市中心的玻利瓦尔广场，始建于1876年，总统托马斯·西普里亚诺·莫斯克拉下令修建。1926年建成。其设计者为托马斯·里德。哥伦比亚国会大厦内有著名的壁画。

## 名稱
Capitolio一詞來源於古羅馬七丘之一的卡庇托林山。
4°35′51″N 74°04′35″W / 4.59750°N 74.07639°W